# LY Aurigae

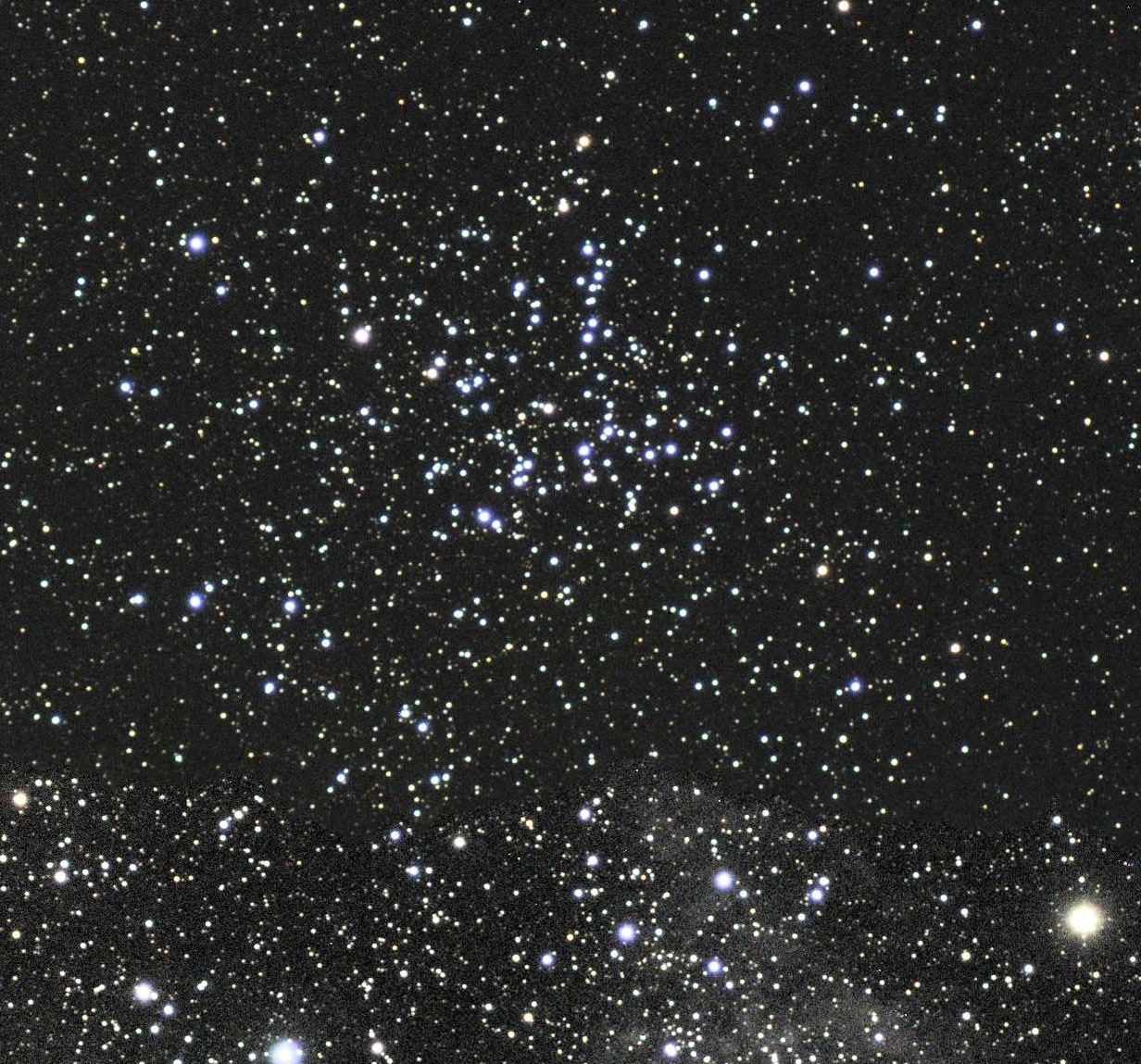
LY Aurigae là ngôi sao sáng nằm ở góc phía đông nam của bức ảnh Messier 38

LY Aurigae là tên của một hệ đa sao hình elip nằm trong chòm sao Ngự Phu. Nó là hệ sao biến quang với độ sáng thay đổi là 0,7 mỗi bốn ngày. Hệ sao này cách chúng ta khoảng 1000 năm ánh sáng và nằm trong liên hiệp sao Aurigae OB1.

## Hệ sao
LY Aurigae nổi bật với hai ngôi sao lần lượt là LY Aur A và LY Aur B. Mỗi sao có độ sáng lần lượt là 6,85 và 8,35, nằm về 2 phía trên 0,6 giây cung. Mỗi sao đều có quang phổ đôi.
LY Aur A có một quang phổ hai lớp với một ngôi sao sáng khổng lồ O9. Ngôi sao khổng lồ O9 này và ngôi sao đó tương tác với nhau bởi vì cả hai đi vào quỹ đạo của nhau mỗi 4 ngày. Nó được phân loại là sao biến quang hình elip loại Beta Lyr. Bởi vì sự tương tác tự nhiên, độ sáng biến đổi liên tục thông qua chu kì quỹ đạo. Chu kì quỹ đạo này thì thay đổi một cách chậm chạp do khối lượng thay đổi của các ngôi sao. Mỗi ngôi sao thì có độ sáng lớn hơn mặt trời gấp 1000 lần.
LY Aur B thì có quang phổ đơn với chu kì quỹ đạo là 20,5 ngày. Nó có thể là một ngôi sao nằm trước dãy chính và ngôi sao đi cùng nó thì vẫn chưa được phát hiện. Độ sáng kết hợp của hai ngôi sao này thì gấp 47000 lần độ sáng của Mặt trời.

## Dữ liệu hiện tại
Theo như quan sát, đây là hệ sao nằm trong chòm sao Ngự Phu và dưới đây là một số dữ liệu khác:
Xích kinh 05h 29m 42.650s
Độ nghiêng +35° 22′ 30.09″
Cấp sao biểu kiến 6.85 (6.66 - 7.35)
Giá trị thị sai 3.28
Cấp sao tuyệt đối −5.62 + −5.11 + −4.43
Chu kì 4,0025 ngày